# Джессіка Сайнфелд
Ніна Даніель Склар, у шлюбі Сайнфелд ([ˈsaɪnfɛld]; SYNE-feld, 12 вересня 1971) — американська письменниця й благодійниця. Авторка п'яти кулінарних книг для сімей, засновниця GOOD+ Foundation — нью-йоркської благодійної організації, яка надає необхідні речі для сімей, які їх потребують.

## Раннє життя
Ніна Даніель Склар народилася в Ойстер-Бей, Нью-Йорк, другою з трьох дочок, і виросла в сім'ї середнього класу в Берлінгтоні, штат Вермонт. Джессіка має єврейське походження. Її мати понад 50 років працювала адвокаткою у справах жертв і працювала в середній школі Хант, а батько був інженером з комп'ютерного програмного забезпечення.
У червні 1998 року одружилася з Еріком Недерландером, театральним продюсером і сином власника театру Роберта Недерландера. Після повернення з медового місяця з Італії почала зустрічатися з коміком Джеррі Сайнфелдом, з яким познайомилася в спортклубі за кілька місяців до весілля. Подала на розлучення в жовтні 1998. Заручилася з Сайнфелдом у листопаді 1999 року, одружилася 25 грудня 1999 року.

## Кар'єра
Після закінчення університету Вермонта Сайнфелд працювала з громадськістю в Golden Books Entertainment і Tommy Hilfiger.

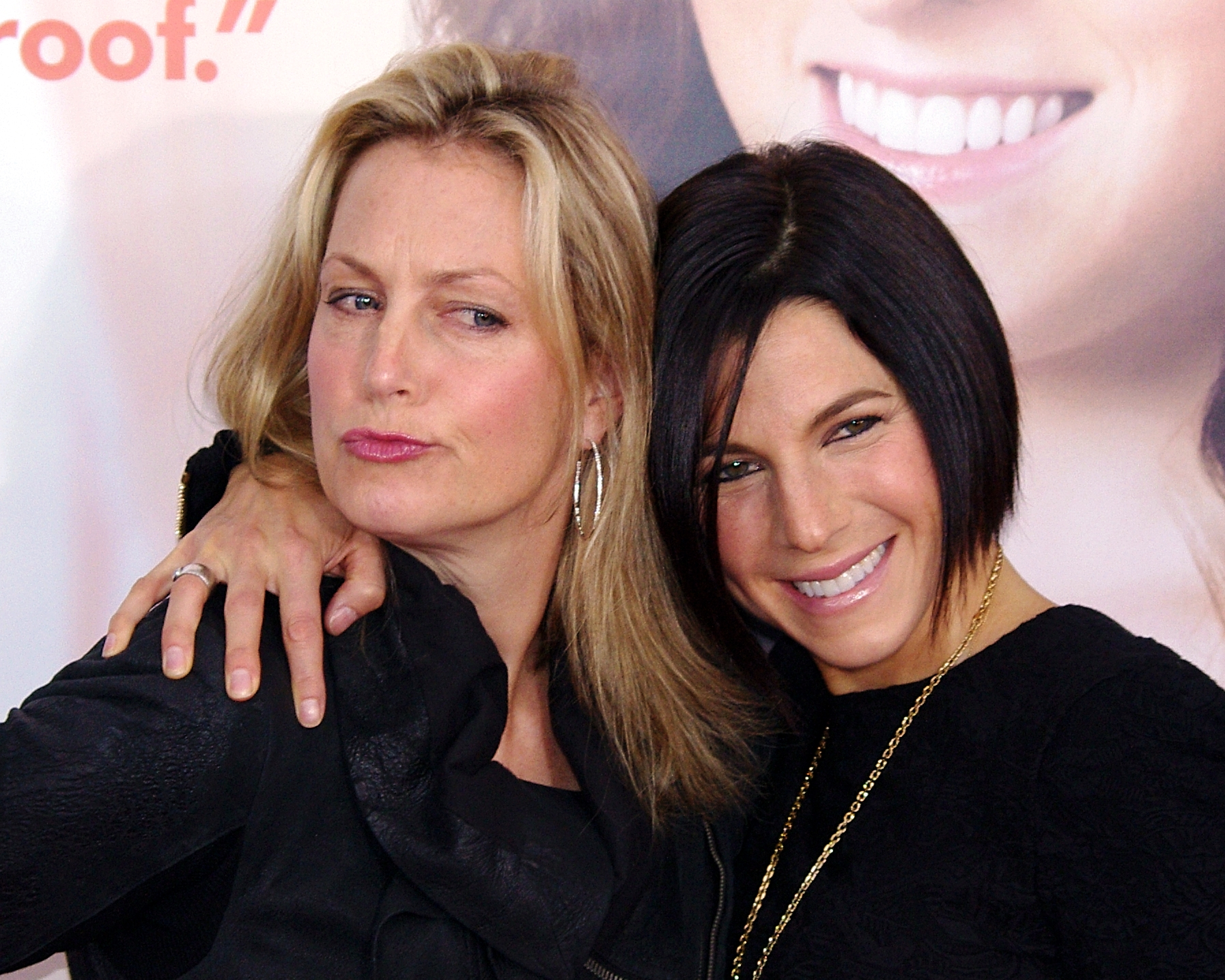
З комікесою Олександрою Вентворт на прем'єрі фільму «Чого чекати, коли чекаєш на дитину» 2012

У жовтні 2007 року Сайнфелд випустила першу кулінарну книгу "Оманливо смачно: прості секрети, як змусити дітей їсти смачну їжу ", яка містить стратегії та рецепти, як зробити здорову їжу привабливою для маленьких дітей. У книзі представлені традиційні рецепти, такі як мак і сир, спагеті та фрикадельки, які підвищують поживність завдяки овочевим пюре. Deceptively Delicious був представлений на шоу Опри Вінфрі, книга стала бестселером № 1 New York Times, залишаючись у списку протягом п'яти місяців після виходу. Книга також досягла першого місця на Amazon.com і другого у списку бестселерів USA Today. Експертка Джой Бауер додала до рецептів поради щодо харчування, а Роксана Мехран і Мехмет Оз написали передмову. Частина гонорарів від Deceptively Delicious була передана Baby Buggy.
У жовтні 2010 року Сайнфелд випустила другу кулінарну книгу «Подвійно смачно! Хороша, проста їжа для зайнятого, складного життя», у якій поділилася більш здоровими варіантами традиційних рецептів і включала овочеві пюре, цільні злаки та альтернативи обробленому цукру та борошну. Як і її перша книга, «Подвійно смачно!» була представлена на шоу Опри Вінфрі.
У 2021 році Сайнфельд стала дотримуватися рослинної дієти. Вона написала веганську кулінарну книгу під назвою «Веган».